# 412. inženirska brigada (ZDA)
412. inženirska brigada je bila inženirska brigada Kopenske vojske Združenih držav Amerike.

## Zgodovina
Brigada je bila leta 1968 preoblikovana v 412. inženirsko gradbeno poveljstvo.

## Odlikovanja
- Meritorious Unit Commendation